# O3b网络
O3b网络是一家网络通信商。通过建造和运行中地球轨道卫星群来提供声音和数据通信以及国际互联网服务。
O3b是由Greg Wyler于2007年创立。2017年9月，SES宣布了下一代O3b卫星。